# Bibiana (Piemont)
Bibiana (piemontesisch: Bibian-a) ist eine Gemeinde in der italienischen Metropolitanstadt Turin (TO), Region Piemont.

## Lage und Einwohner
Babiana liegt 60 km südwestlich von Turin im unteren Val Pellice auf einer Höhe von 320 m über dem Meeresspiegel und hat 3323 Einwohner (Stand 31. Dezember 2023). Das Gemeindegebiet umfasst eine Fläche von 18 km². Die Gemeinde besteht aus den Fraktionen (Frazioni) Famolasco, Madonna delle Grazie und San Bartolomeo.
Die Nachbargemeinden sind Bricherasio, Luserna San Giovanni, Cavour, Campiglione-Fenile, Lusernetta und Bagnolo Piemonte.